# سوما، گامبیا
سوماً (به لاتین: Soma) یک منطقهٔ مسکونی در گامبیا است که در Lower River Division واقع شده‌است.